# Кэмпбелл, Арчибальд, 1-й герцог Аргайл
Арчибальд Кэмпбелл, 1-й герцог Аргайл, 10-й граф Аргайл (англ. Archibald Campbell, 1st Duke of Argyll, 10th Earl of Argyll; 25 июля 1658 — 25 сентября 1703) — шотландский аристократ и пэр, капитан и полковник шотландского отряда конной гвардии (1696—1703). Он был известен как мастер Аргайл и лорд Лорн.

## Биография
Родился 25 июля 1658 года в Эдинбурге, Мидлотиан, Шотландия. Старший сын Арчибальда Кэмпбелла, 9-го графа Аргайла (1628—1685), и Марии Стюарт (1628—1688), дочери Джеймса Стюарта, 4-го графа Морея (1611—1653).
В 1685 году Арчибальд Кэмпбелл, 9-й граф Аргайл, поднял неудачное восстание в Шотландии против королевской власти, был схвачен и казнен в Эдинбурге (30 июня 1685). Титулы и владения графа Аргайла были конфискованы английской короной.
Арчибальд Кэмпбелл стремился вернуть себе отцовские владения (завоевав благосклонность короля Якова II Стюарта). Получив информацию о восстании своего отца в Шотландии, Арчибальд предложил королю выступить против мятежника. Чтобы угодить монарху, Кэмпбелл даже принял католичество. Однако, потерпев неудачу, он поддержал претензии принца Вильгельма Оранского и его супруги Марии на английский престол. Арчибальд Кэмпбелл присоединился к принцу Вильгельму Оранскому в Гааге и сопровождал его в Англию. Эта важная поддержка привела к тому, что монархи вернули титулы и поместье его отца. Граф Аргайл был одним из шотландских уполномоченных, посланных в Лондон, чтобы предложить Вильгельму и Марии шотландскую корону, и именно он принёс им коронационную клятву. 1 мая он был избран членом Тайного совета Великобритании, а 5 июня 1689 года был принят закон, отменивший конфискацию имущества его отца. Арчибальду Кэмпбеллу были возвращены титулы 10-го графа Аргайла, 10-го лорда Лорна, 4-го лорда Кинтайра, 11-го лорда Кэмпбелла и 3-го баронета Кэмпбелла из Ланди.
Арчибальд Кэмпбелл был главным шотландским советником Вильгельма Оранского и, вместе с тем, являлся главнокомандующим печально известного в то время в Шотландии "пехотного полка графа Аргайла", участвовавшего в резне клана Макдональдов из Гленко в 1692 году (правда, сам 10-й граф Аргайл не руководил ни одной из полевых операций этого воинского соединения).
В 1694 году Арчибальд Кэмпбелл был лордом чрезвычайной сессии, в 1696 году был назначен одним из лордов казначейства Шотландии и полковником шотландской королевской гвардии.
23 июня 1701 года Арчибальду Кэмпбеллу были пожалованы титулы 1-го герцога Аргайла, 1-го маркиза Кинтайра и Лорна, 1-го графа Кэмпбелла и Коуэлла, 1-го виконта Лохоу и Гленила, 1-го лорда Инверэри, Малла, Морверна и Тири (все титулы в Пэрстве Шотландии).

## Семья
12 марта 1678 года в Эдинбурге Арчибальд Кэмпбелл женился на Элизабет Толлмаш (10 июля 1659 — 9 мая 1735), дочери сэра Лайонела Толлемаха, 3-го баронета (1624—1669), и Элизабет Мюррей, 2-й графини Дайсарт (1626—1698). Отчим Элизабет Джон Мейтленд, 1-й герцог Лодердейл, был доминирующей фигурой в шотландской политике той эпохи. У них было четверо детей, родившихся в Хэм-хаусе под Лондоном:
- Джон Кэмпбелл, 2-й герцог Аргайл (10 октября 1680 — 4 октября 1743), преемник отца
- Арчибальд Кэмпбелл, 3-й герцог Аргайл (июнь 1682 — 15 апреля 1761)
- Леди Маргарет Кэмпбелл (2 июня 1690—1703), не упомянутая в завещании отца[1]
- Леди Энн Кэмпбелл (12 января 1692 — 20 октября 1736), 1-й муж с 1711 года Джеймс Стюарт, 2-й граф Бьют (? — 1723), 2-й муж с 1731 года Александр Фрейзер, лорд Стричен (? — 1775).

Арчибальд Кэмпбелл, 1-й герцог Аргайл, скончался 25 сентября 1703 года в возрасте 45 лет в Чертон-хаусе, Ньюкасл-апон-Тайн, графство Нортумберленд. Он был похоронен в приходской церкви Килмуна. Ему наследовал его старший сын Джон Кэмпбелл, 2-й герцог Аргайл.

## Титулатура
- 10-й граф Аргайл (с 5 июня 1689)
- 4-й лорд Кинтайр (с 5 июня 1689)
- 10-й лорд Лорн (с 5 июня 1689)
- 11-й лорд Кэмпбелл (с 5 июня 1689)
- 3-й баронет Кэмпбелл из Ланди (с 5 июня 1689)
- 1-й герцог Аргайл (с 23 июня 1701)
- 1-й граф Кэмпбелл и Коуэл (с 23 июня 1701)
- 1-й виконт Лохоу и Гленила (с 23 июня 1701)
- 1-й маркиз Кинтайр и Лорн (с 23 июня 1701)
- 1-й лорд Инверэри, Малл, Морверн и Тири (с 23 июня 1701)